# Тальковский, Александр Александрович
Александр Александрович (Искандер Искандерович) Тальковский — советский военачальник, комдив. Во многих источниках, в том числе официальных, упоминается с русифицированной формой имени: Александр Александрович.

## Биография
Сын генерала царской армии Искандера Османовича Тальковского, из литовских татар, потомственных дворян Виленской губернии.
- 1913 г. — окончил Рижскую Александровскую гимназию.
- 1914 г. — окончил Павловское военное училище, был досрочно произведён в офицеры в связи с начавшейся войной.

Принимал участие в Первой мировой войне, кавалер боевых наград, в боях дважды ранен и контужен.
- Служил командиром полуроты в запасном батальоне лейб-гвардии Павловского полка.
- В феврале 1915 г. с маршевой ротой направлен в действующую армию в лейб-гвардии Павловский полк.
- На фронте в Павловском полку занимал должности командира полуроты, начальника команды конных разведчиков, начальника учебной команды и командира батальона.
- В мае 1917 г. избран членом полкового комитета и председателем дивизионного комитета солдат-мусульман 2-й гвардейской пехотной дивизии.
- Последнее звание в царской армии — капитан.

После победы Великой Октябрьской революции принимал участие в Гражданской войне. Воевал на Восточном и Туркестанском фронтах. В ходе войны занимал должности:
- с декабря 1917 г. —  командира мусульманского полка первой Петроградской стрелковой дивизии;
- 1918 г. — командира отдельного стрелкового батальона, помощника командира 1-го Мологского пехотного полка, командира 2-го стрелкового полка 1-й Петроградской сводной дивизии;
- с 22 февраля 1919 г. — начальника строевой части на 2-х Казанских Мусульманских пехотных командных курсах РККА;
- с мая 1919 по март 1920 —  начальника штаба  Отдельной Приволжской татарской стрелковой бригады (командир Юсуф Ибрагимов), воевавшей на Туркестанском фронте, активный участник взятия Бухары и Ферганы;
- с марта 1920 года — командира той же бригады в Фергане и Семиречье.

Командуя бригадой, служил председателем Военного Совета Андижано-Ошского и Ферганского боевого района Ферганской армейской группы войск с подчинением ему всех частей РККА, войск ВЧК и милиции в этом районе. Руководил операциями по ликвидации басмачества в Фергане.
С мая 1921 года член ВКП(б).
После гражданской войны:
- С 1 октября 1923 года он — начальник Объединенной татаро-башкирской военной школы им. ЦИК ТАССР.
- С осени 1930 года переведён в КУВНАС при Военной академии РККА на должность руководителя группы на общевойсковом отделении, где служил до февраля 1931 года.
- Начальник-военком татаро-башкирской школы имени ЦИК ТАССР.
- С 1931 г. командир и военный комиссар третьей Крымской стрелковой дивизии. Командуя дивизией, в октябре 1933 года был уличён в служебном подлоге:

Очковтирательство проводилось при прямом попустительстве со стороны руководящего начсостава дивизии. Комдив 3-й Крымской стр. дивизии Тальковский, начподив Кубасов, а также инспектировавший часть зам. начштаба УВО Гермониус были проинформированы об очковтирательстве в частях, но мер к пресечению обмана никто из них не принял. В РВС и обком ВКП(б) были сообщены заведомо неверные сведения о результатах стрельб.
- 26 ноября 1935 г. приказом № 2484 НКО СССР присвоено звание комдива.
- В июне 1937 года вновь характеризуется отрицательно начальником политуправления ХВО дивизионным комиссаром Блуашвили:

За время пребывания в этой должности тов. Тальковский партийной жизнью не интересовался и не интересуется. Вообще в нём очень мало партийного. Он больше похож на беспартийного в худшем смысле этого слова, чем на коммуниста. [...] От партийных и беспартийных масс оторван. Не проявляет заботы о людях. Исключительно барски пренебрежительно относится к жизни и быту красноармейцев и командиров. Вместе с тем поддерживает тесную связь с контрреволюционером-троцкистом Гецовым, с которым находится в большой дружбе. Неоднократно бывает у него в гостях. В таких же дружеских отношениях был с бывшим начподивом этой дивизии, ныне разоблаченным врагом народа Незленым. [...] В практической работе опирается на подхалимов, потворствуя и поощряя их. [...] Разваливает дивизию — вот общее мнение всех тех, кто проверял дивизию. [...] Тальковского с дивизии, безусловно, нужно снять.
- С 23 декабря 1937 г. — арестован по обвинению в принадлежности к антисоветской организации.
- 15 мая 1940 г.  — освобождён за недоказанностью вины.
- В августе 1940 года назначен старшим преподавателем кафедры общей тактики военной Академии им. М. В. Фрунзе, с января 1941 года там же  —  начальник второго курса основного факультета.
- Во время службы в академии Фрунзе характеризовался положительно. Из аттестационного листа на присвоение воинского звания «генерал-майор», подписанного начальником академии генерал-лейтенантом М. С. Хозиным от 12 апреля 1941:

За короткий период работы в академии комдив Тальковский показал себя как дисциплинированный, честный и серьёзный командир с большим практическим опытом, который умело использует в своей работе. Имеет хорошее общее и политическое развитие при достаточно высокой специальной военно-теоретической и практической базе. В работе ориентируется быстро, со знанием дела её проводит, пользуясь должным авторитетом. Хороший организатор, инициативен, требователен. С работой начальника курса академии справляется успешно, умело организуя и руководя боевой подготовкой командиров — слушателей своего курса. Должности начальника курса соответствует. В войсках может быть использован на должности командира стрелковой дивизии.
- 30 июня 1941 года г. арестован повторно по обвинению в антисоветском военном заговоре и работе на германскую разведку.
- 13  февраля 1942 года постановлением ОСО приговорён к высшей мере наказания.
- Расстрелян 23 февраля 1942 г.
- Реабилитирован в 1956 г.

## Награды
- Орден Св. Равноапостольного Князя Владимира IV степени (27.11.1916)
- Орден Святой Анны III степени (24.12.1916)
- Орден Красной Звезды (16.08.1936).